# 贝朗库尔
贝朗库尔（法語：Bellancourt，法語發音：[bɛlɑ̃kuʁ]）是法国上法蘭西大區索姆省的一个市镇，属于阿布维尔区。

## 地理
贝朗库尔（50°5'24"N, 1°54'35"E）面积5.98 平方千米，位于法国上法蘭西大區索姆省，该省份为法国北部沿海省份，北起加来海峡省和北部省，西接滨海塞纳省和大西洋英吉利海峡，南至瓦兹省，东临埃纳省。
与贝朗库尔接壤的市镇（或旧市镇、城区）包括：比尼拉贝、索姆河畔欧库尔、埃帕涅-埃帕涅特、弗朗西耶尔、蓬雷米、圣里基耶、沃谢勒莱凯努瓦。
贝朗库尔的时区为UTC+01:00、UTC+02:00（夏令时）。

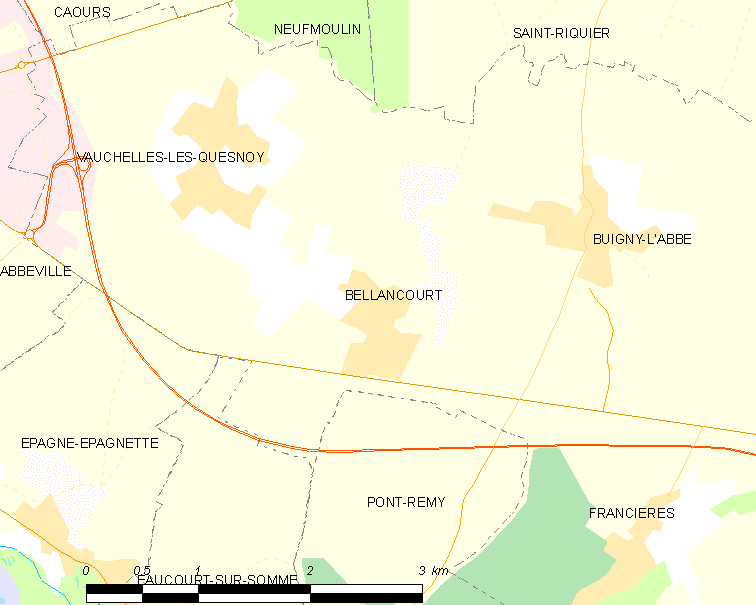
贝朗库尔的OSM定位图

## 行政
贝朗库尔的邮政编码为80132，INSEE市镇编码为80078。

## 政治
贝朗库尔所属的省级选区为阿布维尔第一县。

## 人口

1962-2008年间贝朗库尔人口变化图示

贝朗库尔于2022年1月1日时的人口数量为505人。